# 콘스탄티노스 4세
콘스탄티노스 4세(그리스어: Κωνσταντίνος Δ', 652년 ~ 685년)는 668년부터 685년 죽을 때까지 동로마 제국의 황제였다. 콘스탄스 2세의 아들이다.

## 생애
제위 초기 669년 소아시아에서 일어난 반란에서 두 동생이 공동황제로 추대되자 그들을 붙잡아 처형해 버렸다. 이슬람 세력은 무아위야 1세가 알리와의 내전에서 승리하고 우마이야 왕조를 열었다. 새로이 칼리파가 된 무아위야는 다마스쿠스를 수도로 삼고 다시 함대를 이끌고 동로마 제국의 영토를 침범하였다. 이슬람군은 이오니아의 여러 섬을 정복하고 콘스탄티노폴리스를 포위하여 674년부터 678년까지 4년 동안 공성전을 벌였으나 콘스탄티노스는 잘 막아내었고 결국 이듬해 무아위야와 평화협정을 성공적으로 맺었다. 이 승리로 그는 전 유럽의 기독교권 국가들의 영웅이 되었다.
그 다음으로 콘스탄티노스가 맞았던 적은 불가르족이었다. 그들은 원래 투르크족의 일파로 도나우강 연안에서 조금씩 제국의 영토를 침범하고 있었다. 680년 황제는 함대를 이끌고 흑해로 들어가 불가르족과 싸웠으나 실패했고 아스파루흐가 그 지역에 불가리아 제1제국을 세우는 것을 막지 못했다. 콘스탄티노스는 그들을 인정하고 매년 연공을 바쳐야만 했다.
종교적으로도 그는 680년과 681년에 걸쳐 제3차 콘스탄티노폴리스 공의회를 열어 기독교 교리간의 갈등을 해소하고자 노력하여 단의론이 폐기되고 칼케돈 공의회의 교리가 다시 한번 확인되었다.
685년 콘스탄티노스는 33살의 나이로 이질에 걸려 갑자기 죽었다.

## 같이 보기
- 콘스탄스 2세
- 콘스탄티노스 3세
- 제3차 콘스탄티노폴리스 공의회